# Da’amot
Da’amot (Ge'ez: ደዐመተ, DʿMT, theoretisch uitgesproken als ዳዓማት, Daʿamat of ዳዕማት, Daʿəmat), ook geschreven als Damot of Daʿamat, was een koninkrijk gelegen in Eritrea en Noord- Ethiopië dat bestond tussen de 10e en 5e eeuw v.Chr.
Er zijn maar weinig inscripties van of over dit koninkrijk bewaard gebleven en er heeft zeer weinig archeologisch werk plaatsgevonden. Als gevolg hiervan is het niet bekend of Da’amot als beschaving eindigde vóór de vroege stadia van het koninkrijk Aksum, evolueerde naar de Aksum-staat, of een van de kleinere staten was die mogelijk rond 150 v.Chr. verenigd waren in het koninkrijk Aksum. 

## Geschiedenis
Gezien de aanwezigheid van een groot tempelcomplex, kan de hoofdstad van Da’amot het huidige Yeha zijn geweest, in de regio Tigray van Ethiopië. In Yeha bevindt zich nog steeds de tempel voor de god Ilmuqah. 
Het koninkrijk ontwikkelde irrigatiesystemen, gebruikte ploegen, verbouwde gierst en maakte ijzeren gereedschappen en wapens.
Sommige moderne historici beschouwen deze beschaving als inheems, hoewel beïnvloed door de Sabeeërs door diens dominantie over de Rode Zee, terwijl anderen Da’amot zagen als het resultaat van een mengeling van Sabeeërs en inheemse volkeren. Sommigen beschouwen de Sabeese invloed als klein en beperkt tot een paar plaatsen, en verdwenen na een paar decennia of een eeuw, misschien in de vorm van een handels- of militaire kolonie in een soort symbiose of militaire alliantie met Da’amot of een ander proto-Aksumitische staat. 
De bekende koningen van Da’amot aanbaden zowel Zuid-Arabische als inheemse goden genaamd 'str, Hbs, Dt Hmn, Rb, Šmn, Ṣdqn en Šyhn.
Na de val van Da’amot in de 5e eeuw v.Chr. werd het plateau gedomineerd door kleinere onbekende opvolgerkoninkrijken. Dit duurde tot de opkomst van een van deze staatsbesturen in de eerste eeuw v.Chr., het koninkrijk Aksum. 

## Naam
Vanwege de gelijkenis van de naam wanneer deze in Latijnse karakters worden getranscribeerd, worden de koninkrijken Da’amot en Damot vaak met elkaar verward. Er is echter geen bewijs van enige relatie met Damot, een koninkrijk ver naar het zuiden en anderhalf millennium later bestaand. 